# Acrocordia
Acrocordia A. Massal  (rzędnica) – rodzaj grzybów z rodziny Monoblastiaceae. Ze względu na współżycie z glonami zaliczany jest do grupy  porostów.

## Systematyka i nazewnictwo
Pozycja w klasyfikacji według Index Fungorum: Monoblastiaceae, Monoblastiales, Dothideomycetidae, Dothideomycetes, Pezizomycotina, Ascomycota, Fungi.
Synonimy nazwy naukowej: Acrocordiomyces Cif. & Tomas., Amphididymella Petr:
Nazwa polska według W. Fałtynowicza.

## Gatunki występujące w Polsce
- Acrocordia cavata (Ach.) R.C. Harris 1974 – rzędnica wgłębiona
- Acrocordia conoidea (Fr.) Körb. 1855 – rzędnica ostrokrężna
- Acrocordia gemmata (Ach.) A. Massal. 1854 – rzędnica pospolita
- Acrocordia salweyi (Leight. ex Nyl.) A.L. Sm. 1911 – rzędnica Salweya
- Acrocordia subglobosa (Vězda) Poelt & Vězda 1977 – rzędnica półkulista

Nazwy naukowe na podstawie Index Fungorum. Nazwy polskie według checklist Fałtynowicza.